# Nycteola obscura
Nycteola obscura är en fjärilsart som beskrevs av Obraztsov 1953. Nycteola obscura ingår i släktet Nycteola och familjen trågspinnare. Inga underarter finns listade i Catalogue of Life.